# Route Adélie de Vitré 2025
De 29e editie van de Franse wielerwedstrijd Route Adélie de Vitré vond plaats op 4 april 2025.

## Verloop
De koers startte en finishte in Vitré en was iets meer dan 174 kilometer lang. Eerst reden de renners vijf rondes over een parcours van ongeveer 20 kilometer lang, waarna het finale parcours volgde dat de renners achtmaal aflegde. In een sprint om de zege versloeg de Noor Stian Fredheim onder meer de Fransen Paul Penhoët en Emilien Jeannière. Fredheim behaalde hiermee zijn eerste professionele overwinning. Om de zege werd gesprint door zeventien overgebleven renners, waar tevens drie Belgen onderdeel van uitmaakten. Lander Loockx was de enige van het Belgische trio die niet in de top tien eindigde, Alexander Konijn finishte als beste Nederlander met een 34e plaats.
De wedstrijd was onderdeel van de UCI Europe Tour en de Coupe de France.

## Uitslag
| Plaats  | Naam              | Ploeg                           | tijd     |
| ------- | ----------------- | ------------------------------- | -------- |
| Winnaar | Stian Fredheim    | Uno-X Mobility                  | 4u37'54" |
| 2       | Paul Penhoët      | Groupama-FDJ                    | z.t.     |
| 3       | Emilien Jeannière | Team TotalEnergies              | z.t.     |
| 4       | Clément Venturini | Arkéa-B&B Hotels                | z.t.     |
| 5       | Matyáš Kopecký    | Team Novo Nordisk               | z.t.     |
| 6       | Jenthe Biermans   | Arkéa-B&B Hotels                | z.t.     |
| 7       | Luca Van Boven    | Intermarché-Wanty               | z.t.     |
| 8       | Filippo Fiorelli  | VF Group-Bardiani CSF-Faizanè   | z.t.     |
| 9       | Noa Isidore       | Decathlon AG2R La Mondiale Team | z.t.     |
| 10      | Bryan Coquard     | Cofidis                         | z.t.     |

1976 · 1977 · 1978 ·  1979 · 1980 · 1981 · 1982 · 1983 · 1984 · 1985 · 1986 · 1987 · 1988 · 1989 · 1990 · 1991 · 1992 · 1993 · 1994 · 1995 · 1996 · 1997 · 1998 · 1999 · 2000 · 2001 · 2002 · 2003 · 2004 · 2005 · 2006 · 2007 · 2008 · 2009 · 2010 · 2011 · 2012 · 2013 · 2014 · 2015 · 2016 · 2017 · 2018 · 2019 · 2020 · 2021 · 2022 · 2023 · 2024 · 2025